# ۲۴ (فصل ۴)
فصل چهارم که با نام روز چهارم نیز شناخته می‌شود در تاریخ ۹ ژانویهٔ ۲۰۰۵ آغاز و در ۲۳ می همان سال پایان یافت.

## داستان
داستان این فصل شبیه به فصل ۲ این سریال است و داستان خنثی‌سازی بمب اتمی و خرابکاری‌های تروریست‌ها در خاک ایالات متحده آمریکا و در شهر لس‌آنجلس را نشان می‌دهد و تروریست اصلی آن حبیب مروان نام دارد که عرب است.

## اپیزود های یکم تا هشتم
در این قسمت‌ها جک با دختر وزیر دفاع ایالات متحده آمریکا (آدری رینز) ارتباط دارد و تروریست‌ها وزیر دفاع و دخترش را به گروگان می‌گیرند و تصمیم به ترورش دارند که البته شکست می‌خورند پس از این کلیل که یکی از عوامل ترور بوده خود را می‌کشد و به علاوه هدف بعدی تروریست‌ها برای واحد CTU مشخص می‌شود. در انتهای این فصل جک باور کشته میشود .

## اپیزود های نهم تا بیستم
در این قسمت‌ها رئیس جمهور ایالات متحده آمریکا توسط عوامل مروان هدف قرار می‌گیرد و زخمی می‌شود و معاونش چارلز لوگان که شخصی ضعیف است کارها را به عهده می‌گیرد و در این راستا از دیوید پالمر رئیس جمهور سابق کمک می‌گیرد.در این قسمت‌ها جک برای بازجویی از شخصی چینی که از مروان خبر داشت و در سفارت چین بود به دستور دیوید پالمر و برای نجات مردم از خطرات به سفارت جمهوری خلق چین حمله می‌کند عوامل سفارتخانه پس از تحقیقات متوجه این موضوع می‌شوند.به علاوه، تروریست‌ها از هواپیمای سقوط کرده رئیس جمهور ایالات متحده ، کیفی را که محل و کد فعالسازی کلاهک‌های اتمی آمریکا در آن موجود است به سرقت برده و یکی از کلاهک‌ها را می دزدند تا علیه آمریکا از آن استفاده کنند.

## اپیزود های پایانی
پس از این جریانات مروان و بیشتر نقشه‌هایش شکست می خورد و سفارت چین خواستار تحویل جک باور می‌شود ولی در هنگام تحویل بعضی از سران کاخ سفید از ترس آنکه ممکن است جک اعتراف کند که دولت ایالات متحده در این حمله به کنسولگری چین دست داشته تصمیم به کشتن جک می‌گیرند که البته با هوشیاری دیوید پالمر قتل جک را بازسازی می‌کنند به علاوه در آخر این سیزن تونی آلمیدا و میشل دسلر که با هم قهر کرده بودند آشتی می‌کنند و تصمیم به ادامه‌ی زندگیشان می‌گیرند.

## پیوست ها
- سریال ۲۴
- ۲۴ (فصل ۵)
- سینمای آمریکا